# Seznam rednih članov Hrvaške akademije znanosti in umetnosti
Seznam rednih članov Hrvaške akademije znanosti in umetnosti

## A
Kosta Angeli Radovani † - Juraj Andrassy † -
Ivan Aralica -
Smiljko Ašperger †

## B
Hrvoje Babić -
Stjepan Babić † - Josip Badalić (do 1954/5?; †1985) - Krešimir Balenović † -
Zvonimir Baletić -
Jakša Barbić -
Slaven Barišić -
Nikola Batušić - Albert Bazala † -
Jerko Bezić † -
Dušan Bilandžić † - Bruno Bjelinski † - Baltazar Bogišić † -
Rafo  (Rafael) Bogišić † -
Maja Bošković-Stulli -
Josip Božičević -
Josip Bratulić -
Dalibor Brozović † -
Boris Bućan † -
Leo Budin -
Zoran Bujas † -

## C
Nenad Cambi -
Slavko Cvetnić - 

## Č
Ivo Čikeš - 

## D
Žarko Dadić -
Stjepan Damjanović - Mirko Deanović † -
Dragan Dekaris - Branko Despot -
Pavle Dešpalj † -
Vladimir Devidé † -
Zvonimir Devidé † -
Adolf Dragičević † - Theodor Dürrigl † -
Dušan Džamonja †  

## F
Nedjeljko Fabrio † -
Dunja Fališevac - Goran Filipi † - Rudolf Filipović † -
Božidar Finka † -
Cvito Fisković † -
Igor Fisković -
Aleksandar Flaker † -
Dragutin Fleš † - Sergej Forenbacher †

## G
Stjepan Gamulin -
Branimir Glavičić † -
Nikša Gligo -
Vladimir Goldner -
Aleksandar Goldštajn † -
Drago Grdenić † - Petar Guberina † - Branimir Gušić † -
Ivan Gušić † - 

## H
Ljudmil Hauptmann (1941-45) † - Milan Herak (1917-2015) † -
Eduard Hercigonja -
Vera Horvat-Pintarić † -
Marin Hraste - Mate Hraste †  

## I
Vladimir Ibler (1913-2015) † -
Drago Ikić † -
Ksenofont Ilakovac (1928-2024) † - Ljudevit Ilijanić (1928 -) - Hrvoje Iveković (1901-1991) - 
Stjepan Ivšić † -

## J
Gustav Janaček † - Stjepan Jecić -
Sibila Jelaska -
Antun Dubravko Jelčić † -
Mislav Ježić -
Ivan Jurković - 

## K
Boris Kamenar -
Andrija Kaštelan -
Radoslav Katičić † -
Nives Kavurić-Kurtović -
Zlatko Keser - Branko Kesić † -
Branko Kincl -
Leo Klasinc -
Anđelko Klobučar † - Vanda Kochansky-Devidé † - Franjo Kogoj † - 
Nikica Kolumbić -
Koraljka Kos -
Krista Kostial-Šimonović † -
Ivica Kostović -
August Kovačec -
Dinko Kovačić -
Ivan Kožarić † - Velimir Kranjec † -
Jelena Krmpotić-Nemanić † -
Frano Kršinić † -
Željko Kućan † -
Elso Kuljanić - Zvonko Kusić -
Ivan Kušan -

## L
Josip Lisac - Božidar Liščić - Josip Lončar † - Mijo Lončarić †  

## M
Boris Magaš -
Vladimir Majer - Ilija Mamuzić - Gavro Manojlović † -
Sibe Mardešić † -
Lujo Margetić † - Tomislav Maretić † -
Vladimir Marković -
Tonko Maroević † -
Slavko Matić - Tomo Matić † - Vladimir Mažuranić † -
Antica Menac † -
Milan Meštrov † -
Milan Moguš † - Andre Mohorovičić † - Andrija Mohorovičić † - Pavao Muhić † -
Zvonimir Mrkonjić -
Andrija Mutnjaković - 

## N
Anica Nazor -
Velimir Neidhardt - Grga Novak † -
Slobodan Novak - 

## P
Vladimir Paar -
Ivo Padovan † - Mladen Paić † -
Luko Paljetak † -
Pavao Pavličić -
Marko Pećina -
Josip Pečarić -
Ivo Perišin † -
Nikica Petrak -
Ivo Petricioli † -
Vlasta Piližota -
Stanko Popović † -
Zvonko Posavec -
Velimir Pravdić - Kruno Prijatelj † -
Ivan Prpić † -
Eugen Pusić † - 

## R
Franjo Rački (1828-1894) - Mirko Rački (1879-1982) - Ruben Radica -
Tomislav Raukar † -
Željko Reiner -
Nikola Reisner - Josip Roglić † -
Riko Rosman † -
Pavao Rudan -
Davorin Rudolf -
Daniel Rukavina -

## S
Đuro Seder -
Ivo Senjanović -
Vlatko Silobrčić -
Hodimir Sirotković - Jakov Sirotković † -
Dragutin Skoko † - Tadija Smičiklas † -
Branko Sokač -
Šime Spaventi -
Ante Stamač -
Nikša Stančić -
Vladimir Stipetić -
Petar Strčić -
Dionis Emerik Sunko † - Ivan Supek † - Rudi Supek † -
Ivan Supičić - 

## Š
Franjo Šanjek -
Marko Šarić †  -
Stjepan Šćavničar † -
Miroslav Šicel -
Petar Šimunović -
Zdenko Škrabalo † - Nikola Škreb † - Stjepan Škreb † Zdenko Škreb † -
Ivo Šlaus - Andrija Štampar † - Stjepan Šulek † - Miroslav Šutej † - Anton Švajger † 

## T
Marko Tadić - Dragutin Tadijanović (1905-2007) † -
Josip Tišljar -
Mirko Tomasović -
Eugen Topolnik - Josip Torbar † - Josip Torbarina † -
Nenad Trinajstić -
Siniša Triva † - Franjo Tuđman †

## U
Božo Udovičić -
Marija Ujević-Galetović - 

## V
Josip Vaništa - Nenad Vekarić † - Dragomir Vojnić † -
Josip Vončina † - Božidar Vrhovac † - Zlatan Vrkljan -
Šime Vulas † -
Ante Vulin - 

## W
Alica Wertheimer-Baletić -
Teodor Wikerhauser - 

## Z
Mirko Zelić - 

## Ž
- Viktor Žmegač
- Lovro Županović †